# Eddy Merckx
Edouard Louis Joseph „Eddy“ Merckx (17. lipnja 1945., Meensel-Kiezegem, Belgija), bivši je belgijski profesionalni biciklist. 
Beskompromisni natjecatelj nadimka kanibal, jer je nastojao bez kalkulacija pobijediti u svakoj utrci u kojoj je sudjelovao, bez dogovora sa suparnicima. Višestruki je osvajač najvećih i najtežih biciklističkih utrka, od čega treba izdvojiti da je po pet puta osvajao Tour de France i Giro d'Italia, one dvije najteže, najznačajnije i najcjenjenije u svijetu biciklizma, te jednom Vueltu, utrku oko Španjolske. Uz to pobjednik je nebrojenih drugih utrka, te trostruki svjetski prvak i bivši svjetski rekorder u vožnji na 1 sat, kao i nositelj više dostignuća koja do danas nisu nadmašena.
Eddy Merckx je bio uzor mnogim sportašima i iz ostalih sportova. Ovaj je slavni Belgijac nazivan i Einstein na dva kotača, te Gigant. On je svakako najveći biciklista u povijesti toga sporta. 
Iako je 1972. godine svih zasjenio i cijeli, ne samo sportski, svijet, s pravom zadivio Mark Spitz zbog neponovljivog uspjeha na Igrama u Münchenu, te iako je tada u medijima prevladavao "veliki brbljavac" Muhammad Ali, realno je ipak ocijeniti da je Eddy Merckx najdominantnija sportska figura s kraja 60-ih i prve polovice 70-ih godina 20. stoljeća.
Bez ikakve sumnje spada u najuži krug najvećih sportaša svih vremena.
Jedina titula koja nedostaje u njegovoj jedinstvenoj sportskoj karijeri, je ona Olimpijskog pobjednika, jer je kao vrlo mlad (s 19 godina)  nastupio na svojim jedinim Igrama, onima u Tokiju 1964. gdje u pojedinačnoj cestovnoj vožnji zauzima 12. mjesto. Kasnije, kad je preuzeo potpunu dominaciju u biciklizmu, bilo mu je, kao profesionalcu, u skladu s onovremenim krutim amaterskim principima, onemogućen nastup na Olimpijskim igrama, gdje bi, nema u to nikakve sumnje, pobijedio.
Popis najvažnijih pobjeda Eddyja Merckxa podugačak je i impresivan. Usporedba njega s ostalim najvećim velikanima biciklističog sporta je izlišna, pa je tako izlišna npr. usporedba s još jednim velikanom, Amerikancem Lanceom Armstrongom jer Armstrong je bio fokusiran gotovo isključivo na Tour de France, gdje je pobijedio sedam puta, a Merckx pet puta, i imao je pedesetak natjecateljskih dana godišnje, a Merckx je imao i do 200 (dvije stotine) natjecateljskih dana godišnje.

## Prvi uspjesi
Merckx se počeo natjecati 1961. godine. Za reprezentaciju svoje zemlje nastupio je na Olimpijskim igrama u Tokiju 1964., gdje u pojedinačnoj cestovnoj utrci zauzima 12. mjesto. Kasnije te godine postaje svjetski amaterski prvak u istoj disciplini, a iduće, 1965. godine, prelazi u profesionalce, i vozi za momčad Peugeota. 1966. godine prvi puta pobjeđuje na utrci Milano – Sanremo, na kojoj će kasnije, tijekom karijere, još šest puta pobjeđivati. A svoj pohod na osvajanje najvećih biciklističkih utrka počinje 1967. godine, nastupom na Giro d'Italia, gdje osvaja dvije etapne pobjede, a u generalnom poretku zauzima 7. mjesto. Te iste godine, u Nizozemskoj, postaje svjetski, sada profesionalni, prvak u cestovnoj vožnji. 

## Najveći uspjesi
1968. godine počinje prava "Merckxova era", jer, u svom drugom nastupu, sada u momčadi talijanske Faeme, osvaja svoj prvi Giro d'Italia, uz četiri etapne pobjede. Ovaj će veliki uspjeh ponoviti još četiri puta i tako se izjednačiti s peterostrukim pobjednicima Gira,  Talijanima Alfredom Bindom i Faustom Coppiem.
Sezonu 1969.-e,započinje pobjedom na utrci Pariz-Nica, na kojoj će pobijediti i iduće dvije godine, te nešto kasnije (opet) pobjeđuje na utrci Milano – Sanremo. To mu je bilo "zagrijavanje" za Giro na kojem bi zacijelo opet pobijedio, jer je imao četiri etapne pobjede i, do 16. etape, ružičastu majicu (vodećeg u ukupnom poretku). Ali onda – opći šok. Merckx je diskvalificiran zbog dopinga. Okolnosti oko tog slučaja su ostale upitne, a on se je sam, plačući pred novinarima, kleo u svoju nedužnost. Mučnu situaciju prekinuo je belgijski princ koji je hitno poslao avion i slavnog sunarodnjaka vratio u domovinu.
To kao da je dalo motiva Merckxu da dokaže svoju istinu i svoju vrijednost, pa te, 1969.,  godine on debitira na Tour de Franceu i postiže ono što na toj utrci nitko još nije postigao: pobjeđuje na Touru, te, uz šest etapnih pobjeda, osvaja žutu majicu (ukupni pobjednik), točkastu majicu (najbolji penjač) i zelenu majicu (najbolji sprinter).  To ni kasnije nikome na Touru nije uspjelo! Da se je tada dodjeljivala i bijela majica (dodjeljuje se od 1975.), za najboljeg mladog vozača (ispod 25 godina), i nju bi osvojio jer je tek navršio 24 godine!
Iduće 1970. godine, uz pobjede na niz "običnih utrka", te na utrci oko Belgije, Merckx postiže svoj prvi double. Osvaja i Giro d'Italia i Tour de France. Na Giru pobjeđuje na tri etape, a na Touru osvaja, uz osam etapa,  i majicu za najboljeg penjača, a u poretku za najboljeg sprintera je drugi.
1971. ponovo pobjeđuje na Touru, te, uz četiri etapne pobjede, pored žute, osvaja i zelenu majicu, za najboljeg sprintera. Ali u ovoj pobjedi poslužila ga je i sreća, bolje reći sreća nije poslužila njegova najvećeg konkurenta na Touru te godine, Španjolca Luisa Ocañu koji doživljava težak pad i završava u bolnici. Merckx je, inače, ranije te godine već pobjeđivao Ocañu na utrci Pariz-Nica i na osmoetapnoj utrci Critérium du Dauphiné Libéré. Uz ove uspjehe on po drugi put osvaja naslov svjetskog prvaka u cestovnoj vožnji. Propušta Giro.
To nadoknađuje iduće 1972. godine, i ponovo osvaja "duplu krunu". Osvaja Giro, pobjeđuje na četiri etape, te osvaja Tour gdje pobjeđuje na šest etapa, te uz žutu majicu osvaja i zelenu, najboljeg sprintera. Pobjeđuje i na niz ostalih utrka, a kruna sezone dolazi 25. listopada kada na velodromu Mexico Cityja postavlja svjetski rekord u vožnji na 1 sat: 49 km i 431 m.
Pošto pobjeđuje gotovo uvijek gdje god se pojavi, i pošto se četvrtom pobjedom na Touru 1972. godine približio dotadašnjem rekordu od pet pobjeda, francuske ikone Jacquesa Anquetila, domaća je publika, moglo bi se reći, počela gotovo mrziti Merckxa. Njegova je nova pobjeda na Touru bila više nego izvjesna, tim više jer je te, 1973., godine (sada za momčad „Molteni“) već pobijedio na niz ostalih utrka, te na Giru, četvrti puta, osvojivši, uz šest etapa i ružičastu majicu ukupnog pobjednika, te ljubičastu, za bodovno najboljeg vozača. Vidjevši raspoloženje francuskih medija i publike, vodstvo Toura sugerira Merckxu da ne nastupi na utrci. On tako propušta nastup, te nešto kasnije nastupa na, trećoj najpoznatijoj biciklističkoj utrci, Vuelti (Oko Španjolske), i naravno – pobjeđuje i to ispred domaćeg ljubimca Luisa Ocañe (koji je te godine pobijedio na Touru),  i Francuza Bernarda Theveneta (kasnijeg dvostrukog pobjednika Toura, 1975. i 1977. godine).
1974. starta na Giru i rutinski pobjeđuje po peti puta, uz "samo" dvije etapne pobjede, a starta ponovo na Tour de Franceu, i, uz osam etapnih pobjeda, po peti puta pobjeđuje izjednačujući rekord slavnog Francuza Jacquesa Anquetila. Kasnije su ovaj uspjeh ponovili Francuz Bernard Hinault i španjolski Bask Miguel Indurain, dok rekord nije oborio Amerikanac Lance Armstrong, pobijedivši na Touru sedam puta zaredom.
Međutim, što se Toura tiče, Eddy Merckx još uvijek drži rekord u najvećem broju etapnih pobjeda – 34, u najvećem broju osvojenih etapa na jednome Touru - 8 (i to dva puta, 1970. i 1974.), kao i u broju dana provedenih u žutoj majici – 96.
Te iste godine, uz još nekoliko pobjeda na cestovnim utrkama i na utrci "Oko Švicarske", po treći puta postaje svjetski prvak u cestovnoj vožnji. Tako on te godine osvaja '"trostruku krunu": osvaja Tour, Giro i Svjetsko prvenstvo, podvig koji nikome prije njega nije uspio, a nakon njega to je, 1987. godine, uspio ponoviti jedino Irac Stephen Roche. 
Iduće, 1975. godine, Merckx ponovo pobjeđuje na niz utrka i sprema se na osvajanje svog šestog Toura, a pomisao na to da bi nepobjedivi Belgijanac srušio rekord Francuza Anquetila užasava francuske navijače. U 6. etapi pobjeđuje i izbija na prvo mjesto, te pobjeđuje i u 9. etapi. Zaključno s 14. etapom bio je vodeći u ukupnom poretku i tako skupio rečenih 96 dana nošenja žute majice, ali je tijekom te etape jedan gledatelj udario Merckxa, te u nastalom metežu on pada i ozljeđuje čeljust. Pa i u toj etapi stiže na cilj treći, 49 sekundi iza pobjednika. U nastavku Toura pokazalo se da će ozljeda čeljusti uzeti danak, pa na kraju Eddy Merckx završava kao drugi u ukupnom poretku. Pobjeđuje Francuz Bernard Thévenet.
1976. Merckx ne nastupa na Tour de Franceu, i pobjeđuje na nekoliko manjih utrka, kao i 1977., sada za momčad Fiata, a te se godine pojavljuje posljednji puta na Touru i završava utrku kao šesti u ukupnom poretku.
Povlači se iz biciklizma 1978. godine.

## Klasične cestovne utrke
Uz uspjehe na velikim utrkama, impresivan je i Merckxov niz pobjeda na ostalim, što višednevnim, što jednodnevnim, utrkama. Na prvom mjestu tu treba spomenuti sedam pobjeda na utrci Milano – Sanremo, do danas nedostignuti rekord, dvije pobjede na utrci "Oko Flandrije", tri pobjede na utrci Pariz-Roubaix, pet na utrci Liège-Bastogne-Liège (također rekord), dvije pobjede na Giro di Lombardia, sveukupno devetnaest pobjeda na značajnim klasičnim cestovnim utrkama, kao i sedamnaest pobjeda na tzv. šestodnevnim utrkama (koje se voze u paru).
Treba, naravno, spomenuti i da je trostruki svjetski prvak u cestovnoj vožnji (1967., 1971. i 1974.).

## Rekordi
Do danas su sljedeći rekordi Eddyja Merckxa ostali nenadmašeni:
•	Najviše pobjeda na tri najveće utrke (Tour, Giro i Vuelta): 11
•	Najviše pobjeda među profesionalcima: 525
•	Najviše pobjeda u jednoj sezoni: 54
•	Najviše etapnih pobjeda na Touru: 34
•	Najviše etapnih pobjeda na jednome Touru (i kao pobjednik Toura, i uopće): 8 (1970. i 1974., rekord dijeli s još dvojicom biciklista, ali oni nisu pobjeđivali na Touru)
•	Najviše dana provedenih u žutoj majici (majica vodećeg) na Touru: 96
•	Najviše dana provedenih u ružičastoj majici (majica vodećeg) na Giru: 76
•	Jedini osvajač sve tri majice na jednom Touru, žute, zelene i točkaste (1969.)
•	Najviše pobjeda na klasičnim cestovnim utrkama: 28
•	Najviše pobjeda na jednoj velikoj klasičnoj cestovnoj utrci (Milano-Sanremo): 7

## Po završetku karijere
Nakon povlačenja iz natjecateljskog biciklizma Merckx je osnovao tvornicu bicikala, te nastupa i kao komentator na velikim utrkama. Sredinom 90-ih godina bio je trener belgijske nacionale momčadi. I danas je neupitni autoritet u svijetu biciklizma i nerijetko ga se, sa svih instanci, pita za savjet.

## Merckx privatno
1967. godine oženio se s Claudine Acou s kojom ima kćer Sabrinu i sina Axela, koji je također bio profesionalni biciklist, ali nije, doduše, bio ni blizu očevim uspjesima iako je osvojio ono što otac nije uspio: olimpijsku medalju, broncu na Igrama u Ateni 2004. godine u pojedinačnoj cestovnoj vožnji.
Belgijski kralj je 1996. godine Eddyju Merckxu dodijelio titulu baruna, a 2000. godine proglašen je „Belgijskim sportašem stoljeća“.

## Najznačajnije pobjede

### Tri najveće utrke (Tour,GiroiVuelta- 11 ukupnih pobjeda)
|                                    | 1967 | 1968 | 1969 | 1970 | 1971 | 1972 | 1973 | 1974 | 1975 | 1976 | 1977 |
| ---------------------------------- | ---- | ---- | ---- | ---- | ---- | ---- | ---- | ---- | ---- | ---- | ---- |
| Tour de France, ukupni poredak     | -    | -    | 1    | 1    | 1    | 1    | -    | 1    | 2    | -    | 6    |
| Tour de France, poredak penjača    | -    | -    | 1    | 1    | 3    | 2    | -    | 2    | 2    | -    | ?    |
| Tour de France, poredak sprintera  | -    | -    | 1    | 2    | 1    | 1    | -    | 2    | 2    | -    | 5    |
| Tour de France, etapne pobjede     | -    | -    | 6    | 8    | 4    | 6    | -    | 8    | 2    | -    | 0    |
| Giro d'Italia, ukupni poredak      | 9    | 1    | DSQ  | 1    | -    | 1    | 1    | 1    | -    | 8    | -    |
| Giro d'Italia, poredak penjača     | 3    | 1    | DSQ  | 4    | -    | 2    | 2    | 2    | -    | 7    | -    |
| Giro d'Italia, poredak sprintera   | 2    | 1    | DSQ  | 3    | -    | 2    | 1    | 4    | -    | 2    | -    |
| Giro d'Italia, etapne pobjede      | 2    | 3    | 4    | 3    | -    | 4    | 6    | 2    | -    | 0    | -    |
| Vuelta a España, ukupni poredak    | -    | -    | -    | -    | -    | -    | 1    | -    | -    | -    | -    |
| Vuelta a España, poredak penjača   | -    | -    | -    | -    | -    | -    | 2    | -    | -    | -    | -    |
| Vuelta a España, poredak sprintera | -    | -    | -    | -    | -    | -    | 1    | -    | -    | -    | -    |
| Vuelta a España, etapne pobjede    | -    | -    | -    | -    | -    | -    | 6    | -    | -    | -    | -    |

- 5× Tour de France, 34 etapne pobjede
- 5× Giro d'Italia, 24 etapne pobjede
- 1× Vuelta a España, 6 etapnih pobjeda

### Ostale etapne utrke
- 1× Tour de Suisse
- 2× Tour of Belgium
- 3× Pariz-Nica
- 1× Tour de Romandie
- 1× Dauphiné Libéré
- 1× Midi Libre
- 4× Tour of Sardinia

### Klasične cestovne utrke
- 7× Milano-Sanremo
- 2× Ronde van Vlaanderen
- 3× Pariz-Roubaix
- 5× Liège-Bastogne-Liège
- 2× Giro di Lombardia
- 2× Amstel Gold Race
- 3× Valonska strijela (La Flèche Wallonne)
- 1× Pariz-Bruxelles
- 3× Ghent-Wevelgem

### Svjetska prvenstva
- 3× Svjetski prvak u cestovnoj utrci
- 1× Svjetski amaterski prvak u cestovnoj utrci

### Ostale utrke
- 17× pobjednik šestodnevnih utrka
- 3× Europski prvak
- 7× Belgijsko prvenstvo (s Patrickom Sercuom)

## Najveći uspjesi, kronološki
1964
Svjetski amaterski prvak u cestovnoj vožnji
1965
Šest dana Genta (s Patrickom Sercuom)
1966 (Ekipa "Peugeot-BP")
Milano-Sanremo
Trofej Baracchi, s Ferdinandom Brackeom
Prvenstvo Flandrije
Tour de Morbihan
1967 (Ekipa "Peugeot-BP")
Svjetski prvak u cestovnoj vožnji
Milano-Sanremo
Valonska strijela (La Flèche Wallonne)
Gent-Wevelgem
Trofej Baracchi, s Ferdijem Brackeom
2 etape na Giro d'Italia
Critérium des As
Šest dana Genta (s Patrickom Sercuom)
1968 (Ekipa "Faema")
Giro d'Italia
 Ukupni pobjednik
 Najbolji penjač
 Najbolji sprinter
4 etape
Pariz-Roubaix
Tour de Romandie
Volta a Catalunya
Tre Valli Varesine
Giro di Sardegna
Gran Premio di Lugano
A travers Lausanne
1969 (Ekipa "Faema")
Tour de France
 Ukupni pobjednik
 Najbolji penjač
 Najbolji sprinter
6 etapa
4 etape na "Giro d'Italia"
Milano-Sanremo
Ronde van Vlaanderen
Liège-Bastogne-Liège
Pariz-Luxembourg
Pariz-Nica, uključujući
4 etape
Super Prestige Pernod International
1970 (Ekipa "Faema-Faemino")
Tour de France
 Ukupni pobjednik
 Najbolji penjač
8 etapa
Giro d'Italia
 Ukupni pobjednik
3 etape
Pariz-Roubaix
Valonska strijela (La Flèche Wallonne)
Gent-Wevelgem
Pariz-Nica
Tour of Belgium (Oko Belgije)
Critérium des As
Belgijsko prvenstvo
Super Prestige Pernod International
1971 (Ekipa "Molteni")
Tour de France
 Ukupni pobjednik
 Najbolji sprinter
4 etape
Svjetski prvak u cestovnoj vožnji
Milano-Sanremo
Liège-Bastogne-Liège
Giro di Lombardia
Rund um den Henninger Turm
Omloop 'Het Volk'
Pariz-Nica
Critérium du Dauphiné Libéré
Grand Prix du Midi Libre
Tour of Belgium (Oko Belgije)
Giro di Sardegna
Super Prestige Pernod International
1972 (Ekipa "Molteni")
Tour de France
 Ukupni pobjednik
 Najbolji sprinter
6 etapa
Giro d'Italia
 Ukupni pobjednik
4 etape
Svjetski rekord za 1 sat - 49 km 431 m
Milano-Sanremo
Liège-Bastogne-Liège
Giro di Lombardia
Valonska strijela (La Flèche Wallonne)
Giro dell'Emilia
Giro del Piemonte
Grote Scheldeprijs
Trofej Baracchi, s Rogerom Swertsom
Super Prestige Pernod International
1973 (Ekipa "Molteni")
Giro d'Italia
 Ukupni pobjednik
 Najbolji sprinter
6 etapa
Vuelta (Oko Španjolske)
 Ukupni pobjednik
6 etapa
Pariz-Roubaix
Liège-Bastogne-Liège
Amstel Gold Race
Gent-Wevelgem
Grand Prix des Nations
Omloop 'Het Volk'
Pariz-Bruxelles
Giro di Sardegna
GP Fourmies
Super Prestige Pernod Trophy
1974 (Ekipa "Molteni")
Tour de France
 Ukupni pobjednik
8 etapa
Giro d'Italia
 Ukupni pobjednik
2 etape
Svjetski prvak u cestovnoj vožnji
Tour de Suisse, uključujući
Najbolji sprinter
Najbolji penjač
3 etape
Critérium des As
Super Prestige Pernod Trophy
1975 (Ekipa "Molteni")
Milano-Sanremo
Ronde van Vlaanderen
Liège-Bastogne-Liège
Amstel Gold Race
Tjedan Katalonije
2 etape na Tour de France
1 etapa na Tour de Suisse
Giro di Sardegna
Super Prestige Pernod Trophy
Šest dana Genta (s Patrickom Sercuom)
1976 (Ekipa "Molteni")
Milano-Sanremo
Tjedan katalonije
1977 (Ekipa "Fiat")
1 etapa na Tour de Suisse
Tour Méditerranéen
Šest dana Münchena (s Patrickom Sercuom)
Šest dana Züricha (s Patrickom Sercuom)
Šest dana Genta (s Patrickom Sercuom)